# Hubert Wurth
Hubert Wurth (Lussemburgo, 15 aprile 1952) è un diplomatico lussemburghese.

## Vita privata
È sposato con Lydie Polfer, con cui ha una figlia.